# Owerri
Owerri est une ville du sud-est du Nigeria, capitale de l'État d'Imo, ainsi qu'un royaume traditionnel.

## Géographie
Owarri est située au cœur du territoire igbo. Elle se compose de trois zones de gouvernement local : Owerri Municipal, Owerri Nord et Owerri Ouest. Elle compte actuellement une population estimée à 400 000 habitants et couvre une superficie d'environ 100 km2. Elle est délimitée par la rivière Otamiri à l'est et le fleuve Nworie au sud.

## Histoire
Owarri a été la capitale de la république sécessionniste du Biafra en 1969-1970, après la reconquête par le gouvernement des capitales précédentes Enugu et Umuahia.

## Souverain traditionnel
Le souverain traditionnel est l'Eze d'Owerri. S.M. Emmanuel Emenyonu Njemanze (Ozuruigbo V) était le souverain jusqu'à son décès le 4 mai 2016. Son succeseur n'a actuellement pas été désigné.

## Culture
Son slogan est « Heartland Owerri ». Elle est actuellement considérée la capitale du divertissement du Nigeria, où a lieu un concours de beauté annuel : « Miss Heartland ».

## Sports
Le club féminin de handball du Grasshoppers Handball Club of Owerri a notamment remporté deux Coupe d'Afrique des clubs champions et une Coupe d'Afrique des vainqueurs de coupe.
Le Heartland Football Club fondé en 1976, évolue en ligue professionnelle de football du Nigeria.

## Personnalités liées
- Ebere Onwudiwe (né en 1952), économiste politique nigérian.
- Brian Idowu (né en 1992), footballeur international nigérian, y a vécu de l'âge de ses trois à six ans[1].
- Kelechi Nwakali (né en 1998), footballeur nigérian, champion du monde des moins de 17 ans en 2015 et meilleur joueur de la compétition.
- Lauritta Onye (née en 1984), championne paralympique d'athlétisme.
- Luchy Donalds (née en 1991), actrice nigériane.
- Paul Onuachu (né en 1994), joueur de football nigérian.